# Hart Nibbrig & Greeve

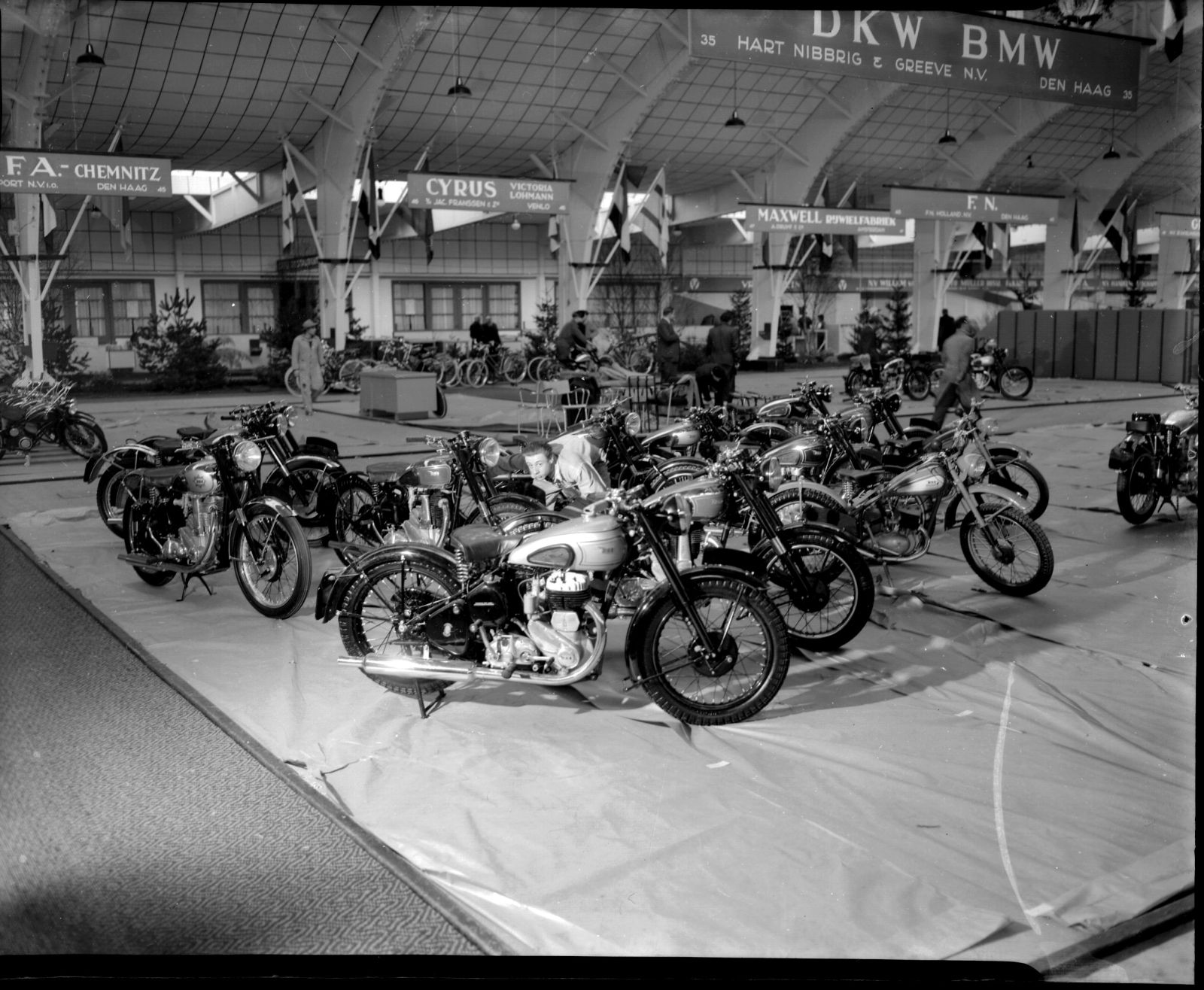
Stand van Hart Nibbrig & Greeve met DKW- en BMW-motorfietsen in de RAI Amsterdam, 6 februari 1951.

Hart Nibbrig & Greeve was een Nederlandse organisatie in de automobielbranche, aanvankelijk gevestigd in Den Haag, later in Sassenheim.

## Geschiedenis

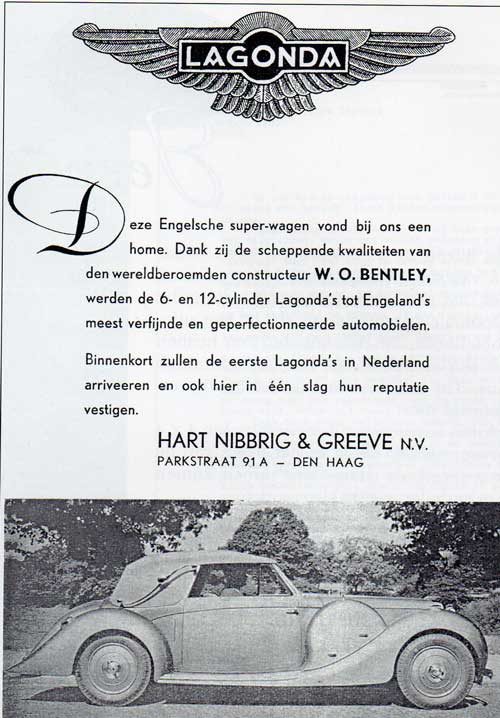
Lagonda-advertentie van Hart Nibbrig & Greeve, 1938.

In het voorjaar van 1924 stichtten de heren Greeve en De Fremery een garagebedrijf dat gevestigd werd in de Haagse Zaanstraat. Met de vertegenwoordiging van Lancia startte de onderneming die zou uitgroeien tot Hart Nibbrig & Greeve BV. De activiteiten die door de onderneming werden ontplooid, strekten zich uit van de import van automobielen, fietsen, motorfietsen tot zelfs vliegtuigen. Het bedrijf verwierf bekendheid door de importeurschappen van onder meer DKW, BMW en Harley-Davidson en werd een begrip in de automobiel- en motorwereld.

### DKW en BMW

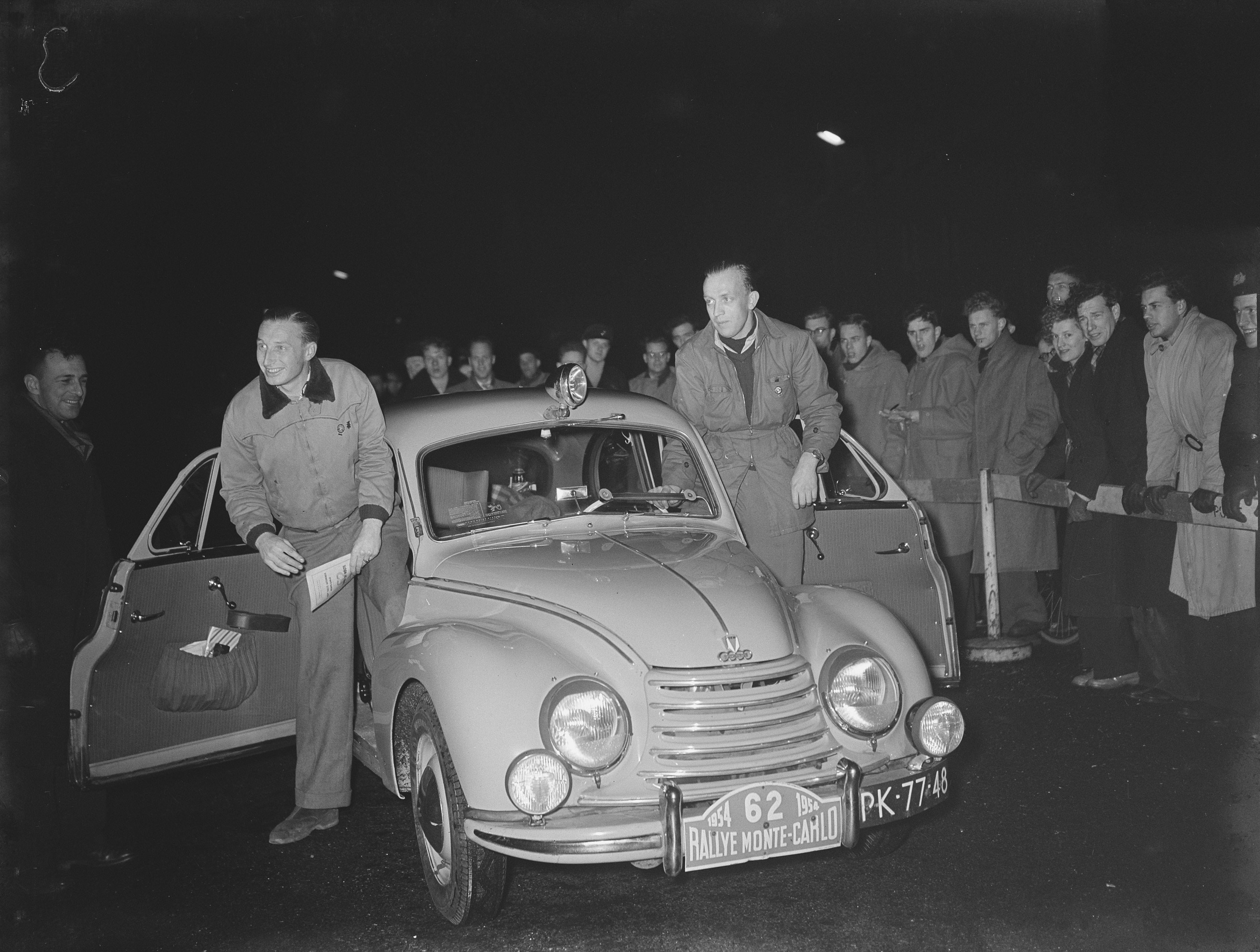
Greeve en Eschauzier nemen met een DKW F89 (kenteken PK-77-48) deel aan de Rally van Monte Carlo 1954.

DKW-auto's werden vanaf 1932 door Hart Nibbrig & Greeve geïmporteerd en het was kort voor de Tweede Wereldoorlog de populairste kleine auto in Nederland. Het merk stond in de ranglijst op de derde plaats na Ford en Chevrolet. In de jaren dertig besloot de Duitse overheid om de Nederlandse import van DKW- en BMW-motorfietsen door de (Joodse) handelsfirma R.S. Stokvis uit Rotterdam te stoppen. Hart Nibbrig & Greeve nam de import van beide merken over.
Na de oorlog lag Zschopau, waar de DKW-fabriek stond, in de Sovjet-bezettingszone in Duitsland. Ingenieurs van DKW weken uit naar het westen en wilden meteen in West-Duitsland weer auto’s bouwen. Dat gaf in de eerste jaren na 1945 nogal wat moeilijkheden en er waren plannen om daarom bij de Nederlandse importeur DKW’s te gaan bouwen. Dit zou in de vestiging van Hart Nibbrig & Greeve in Sassenheim gebeuren. Uiteindelijk is men toch in Duitsland gestart met de productie maar ook werden van 1957 tot 1961 DKW’s in Sassenheim geassembleerd. Daarna was het assembleren van auto’s uit een ander EEG-land in Nederland niet meer interessant.
Hart Nibbrig & Greeve was ook importeur van BMW. Toen de assemblage van DKW’s in Sassenheim stopte werd het DKW-importeurschap vanuit Den Haag naar Sassenheim overgebracht. In Den Haag bleef het BMW-importeurschap dat op 1 februari 1961 werd overgedragen aan de Algemene Import Maatschappij Alimpo N.V. te Den Haag.
Na de metamorfose van DKW naar Audi bleef Hart Nibbrig & Greeve importeur en kreeg er later NSU bij, na de fusie tussen Audi en NSU. In de jaren zeventig raakte Hart Nibbrig & Greeve het importeurschap kwijt aan Pon. Daarvoor in de plaats verwierf men het importeurschap van Mitsubishi Motors.

### Berini
In mei 1949 werd met behulp van de Herstelbank en Hart Nibbrig & Greeve de Motorenfabriek Pluvier NV, opgericht. De fabriek werd opgezet om de Cyclemaster, een naafmotor voor in het achterwiel, te gaan produceren, waarvan Hart Nibbrig & Greeve de verkoop zou gaan verzorgen. Bernhard Neumann, Rinus Bruynzeel en Nico Groenendijk waren nauw betrokken bij de ontwikkeling van de Cyclemaster. Uit ontevredenheid over het Cyclemaster-ontwerp bouwden Bernhard, Rinus, en Nico in hun eigen vrije tijd een clip-on motor voor boven het voorwiel. Hun creatie is grotendeels opgebouwd uit onderdelen van de Cyclemaster en de eerste twee letters van hun voornamen vormen de naam van hun ontwerp: BeRiNi.
Medio 1949 toonden ze hun creatie aan de directie van Hart Nibbrig & Greeve. De heer Greeve was zo enthousiast dat werd besloten om de Berini in plaats van de Cyclemaster gaan produceren, deze was veel goedkoper en eenvoudiger te maken. De eerste Berini M13 ("eitje") werd gemaakt in de werkplaats aan de Haagse Parkstraat, in 1950 verhuisde de productie naar een nieuwe fabriek in Rotterdam.

### Datsun en Mitsubishi

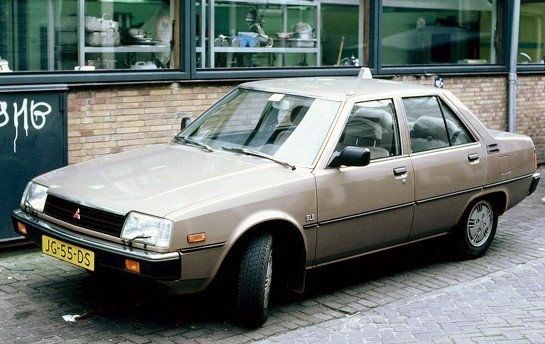
Mitsubishi Tredia in Utrecht, 1984

Omdat Volkswagen AG in 1975 besloot zijn Audi's via eigen distributiekanalen te gaan verkopen, moest Audi-importeur Hart Nibbrig & Greeve op zoek naar een nieuwe leverancier. Wijlen directeur Hanno André de la Porte reisde af naar Japan en kwam terug met een contract: hij mocht Mitsubishi's gaan importeren. Dankzij het tweede Japanse contract reden in 1975 de eerste Mitsubishi's Galant en Lancer in Nederland.
Tien jaar eerder was André de la Porte ook al naar Japan geweest, hij was toen al op zoek naar vervanging voor de import van de verouderde tweetakt-DKW's en klopte aan bij Nissan Motor. André de la Porte kon aantonen dat zijn bedrijf met de DKW-import uitmuntende resultaten had behaald en keerde terug als Datsun-importeur en nog hetzelfde jaar reden de eerste Bluebirds op de Nederlandse wegen. Vervolgens kocht hij in Sassenheim een enorme schuur en richtte daar, in een voormalige opslagplaats van bloembollen, Datsun Nederland op. De verkooplicentie van Nissan in Nederland ging in 1982 weer terug naar de fabriek.
Hart Nibbrig & Greeve importeerde sinds het midden van de jaren zeventig Mitsubishi's totdat het Japanse merk in 1997 bekendmaakte de relatie te willen verbreken. Hart Nibbrig & Greeve was toen al een dochterbedrijf van Abemij, waartoe ook Hyundai-importeur Greenib Car behoorde. Terwijl Greenib de voorliggende jaren veel Hyundai's verkocht, draaide Hart Nibbrig & Greeve slecht en het bedrijf was voortdurend in reorganisaties verwikkeld. Mitsubishi wilde door de overname meer greep krijgen op de Nederlandse markt. Het marktaandeel was teruggelopen en pijnlijk voor de Japanners was het feit dat Hyundai meer auto's wist te verkopen.

### Greenib
Omdat het publiek voor auto's en tweewielers, maar ook de plaatsen waar aan dat publiek wordt verkocht, in grote mate van elkaar verschilden, besloot Hart Nibbrig & Greeve in 1974 haar activiteiten uitsluitend te richten op personen- en bedrijfswagens. De tweewielers werden ondergebracht in een nieuwe onderneming genaamd Greenib. Greenib kreeg een eigen onderkomen in de voormalige gebouwen van Datsun Nederland aan de Wilhelminalaan in Sassenheim. Naast de import van BMW-, Jawa- en ČZ-motorfietsen en Solo elektrische bromfietsen, nam men ook de import ter had van Solo land-, tuin- en bosbouwapparatuur.

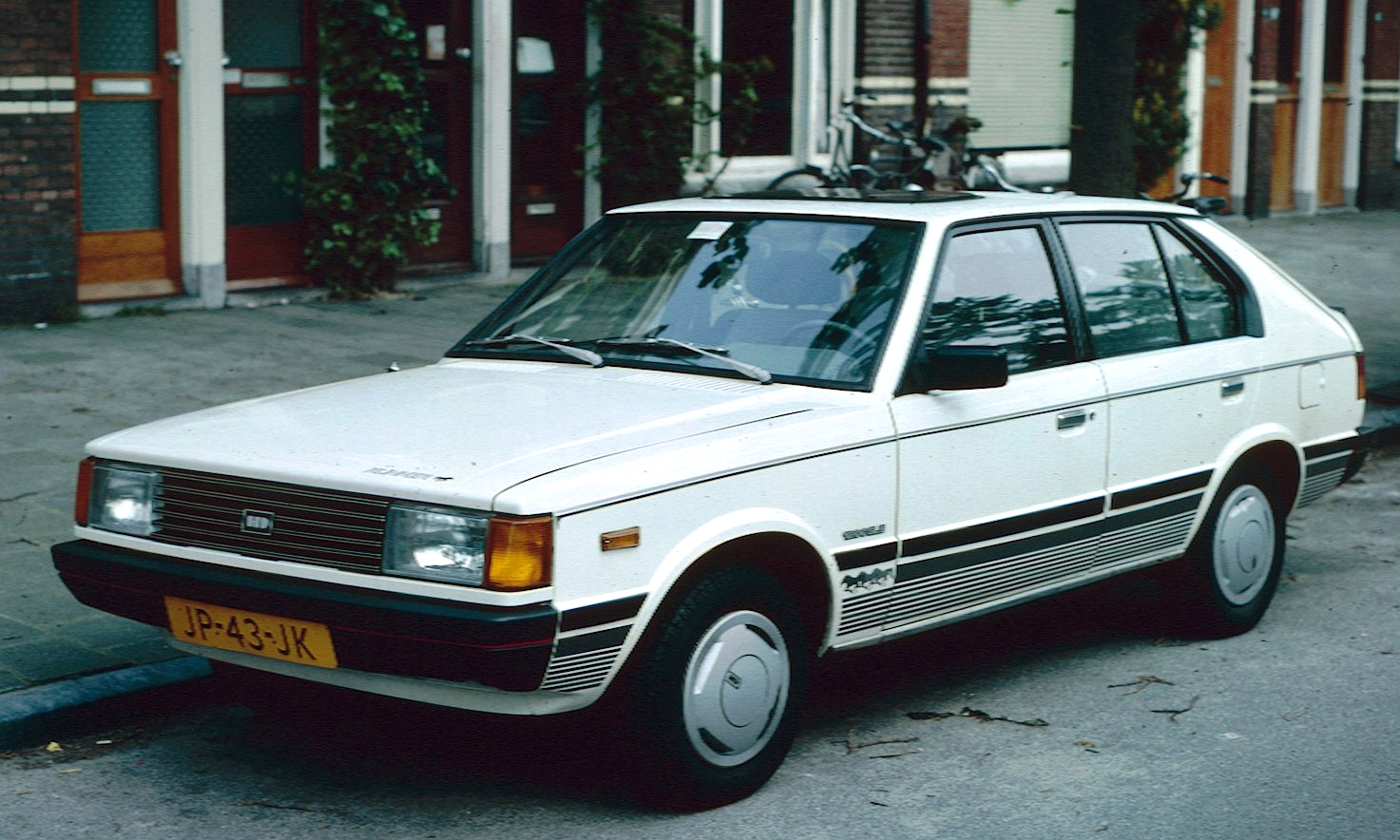
Hyundai Pony in Utrecht, 1984

In 1978 debuteerde het automerk Hyundai op de Nederlandse markt, waarmee Nederland een van de eerste exportlanden in de wereld was voor dit merk. Na Hyundai Motor Netherlands BV werd Greenib Car de importeur.
Hart Nibbrig & Greeve was in 1997 al een van de laatste zelfstandige auto-importeurs in Nederland die door de fabrikant werd opgeslokt maar het zou nog bijna tien jaar duren voordat ook Hyundai Motor Company de Nederlandse importeur Greenib Car opkocht. Met ingang van april 2016 beëindigde Hyundai het importeurscontract van Greenib en ging het importschap zelf uitvoeren. Greenib was 33 jaar lang de importeur van het Zuid-Koreaanse merk in Nederland, waarvan de laatste vijftien jaar als onderdeel van de AutoBinck Holding.
In 1996 had Greenib al haar handelsactiviteiten afgestoten en bleef alleen het vastgoed behouden. Greenib Onroerend Goed B.V. ontwikkelt en exploiteert het vastgoed op het Greenib Business Park.